# Barins triangel
Barins triangel är en roman av Håkan Nesser med tre idémässigt sammanhängande delar som gavs ut 1996.

## Handling
I alla bokens tre delar får vi följa en ensam man som råkar ut för speciella saker, vilket gör att deras liv sätts på sin spets.
- Del 1 handlar om David Moerk, en översättare som förlorat sin fru och saknar möjlighet att kontrollera sin situation. På dagarna översätter han en stor författares sista, märkliga verk, på eftermiddagarna söker han sin försvunna fru och på kvällarna dricker han sprit. Han lever för de få sekunder när han nyss vaknat då han kan vara vem han vill.
- Del 2 handlar om doktor Borgman. Med 110 kilometer kvar att köra stannar doktor Borgmann för att ta en kopp kaffe i S:t M-. Han träffar en kvinna men blir för blyg. När han tar mod till sig är hon försvunnen.
- Del 3 handlar om Marr, som drabbas av fysisk schizofreni; han befinner sig, likt elementarpartiklar, på två ställen samtidigt, och vilka konsekvenser det får. I denna tredje del får vi följa Jakob Daniels förvirring, hans omgivnings förvirring, vi får veta att hans tvillingbror dog vid födseln, men vi får aldrig veta vad som egentligen hänt.